# Estado Novo (Portugalia)
Estado Novo (din portugheză Stat Nou, AFI [(ɨ)ʃ'tadu 'novu]) este o denumire dată regimului autoritar portughez, varianta portugheză a fascismului, care a fost impus în 1933 după revoluția din 28 mai 1926, împotriva Primei Republici Portugheze. 
Estado Novo a fost instituit de António de Oliveira Salazar, dictator al Portugaliei din 1932 până în 1968.